# Gastrophysa
Gastrophysa är ett släkte av skalbaggar som beskrevs av Louis Alexandre Auguste Chevrolat 1837. Gastrophysa ingår i familjen bladbaggar.
Kladogram enligt Catalogue of Life och Dyntaxa:
| Gastrophysa | \| \| Gastrophysa cyanea \| \| \| \| \| \| Gastrophysa dissimilis \| \| \| \| \| \| Gastrophysa formosa \| \| \| \| \| \| Gastrophysa polygoni \| \| \| \| \| \| Gastrophysa viridula \| \| \| \| |
|             | \| \| Gastrophysa cyanea \| \| \| \| \| \| Gastrophysa dissimilis \| \| \| \| \| \| Gastrophysa formosa \| \| \| \| \| \| Gastrophysa polygoni \| \| \| \| \| \| Gastrophysa viridula \| \| \| \| |
|             | Gastrophysa cyanea |
|             | |
|             | Gastrophysa dissimilis |
|             | |
|             | Gastrophysa formosa |
|             | |
|             | Gastrophysa polygoni |
|             | |
|             | Gastrophysa viridula |
|             | |

## Bildgalleri

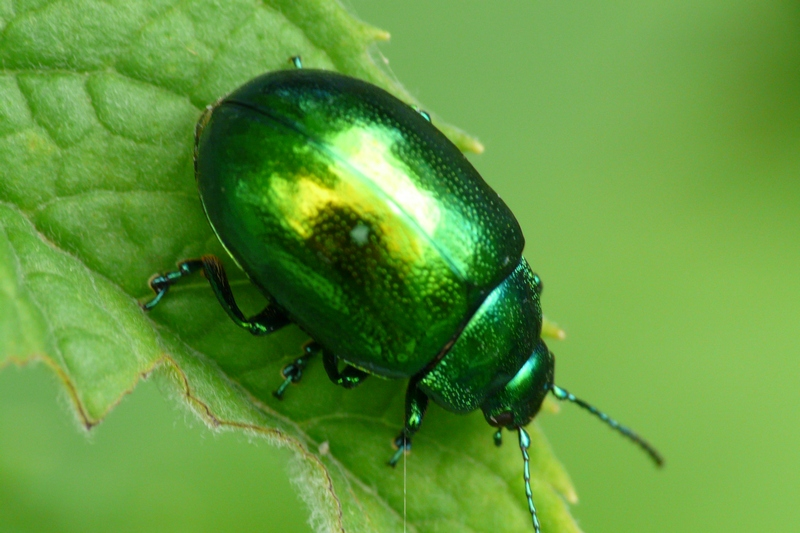
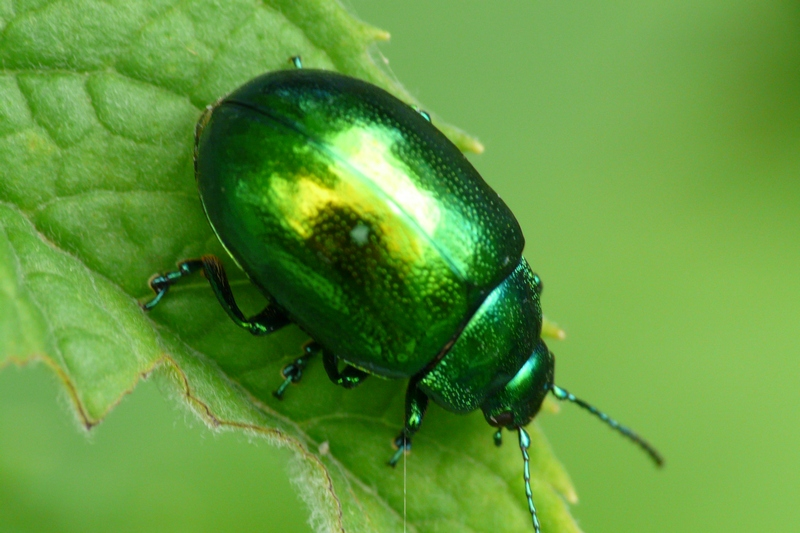
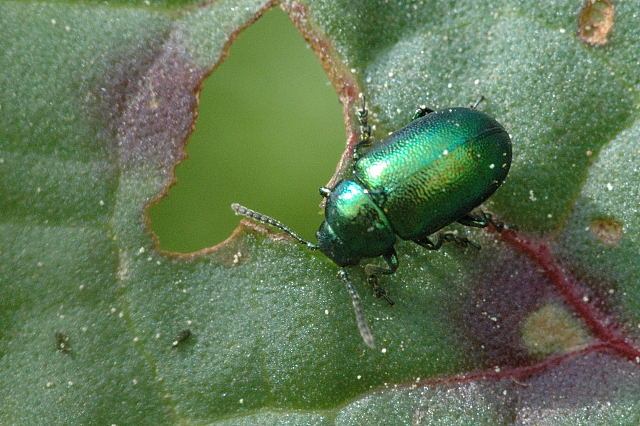